# ...Baby One More Time
...Baby One More Time è il primo album in studio della cantante statunitense Britney Spears, pubblicato il 12 gennaio 1999 dalla Jive Records. L'album ha ottenuto un grande successo mondiale, raggiungendo le prime posizioni delle classifiche di diciannove paesi e la prima nelle classifiche di quindici paesi, inclusa la Billboard 200.
Con la pubblicazione dell'omonimo singolo di lancio, la Spears divenne un fenomeno popolare; il singolo raggiunse la prima posizione della classifica Billboard Hot 100.
...Baby One More Time ad oggi ha venduto più di 25 milioni di copie, divenendo uno degli album di maggior successo di tutti i tempi e quello a vendere di più nell'intera discografia della Spears. Inoltre è l'album pop più venduto di sempre da una cantante adolescente.

## Sviluppo
Dopo che la Spears tornò a Kentwood a causa della cancellazione del The New Mickey Mouse Club, il suo manager Larry Rudolph le organizzò un provino con Jeff Fenster, allora vice presidente della Jive Records. Fenster disse della Spears, "È una cosa molto rara sentire qualcuno di quell'età che può trasmettere tali emozioni ed abbia una certa attrattiva per gli affari". Dopo l'incontro, la Spears entrò nel gruppo femminile Innosense, che lasciò poco dopo. La casa discografica la mise così al lavoro con Eric Foster White. Sentendosi speranzosa dopo aver registrato le prime canzoni, la Spears iniziò a promuovere l'album già un anno prima della sua pubblicazione. Successivamente si recò agli Cheiron Studios in Svezia, dove ultimò il disco con i produttori Max Martin, Denniz PoP e Rami.

## Descrizione
L'album ha trascorso ben cinquantadue settimane nelle prime dieci posizioni della Billboard 200 e sessanta settimane nelle prime venti, restando in classifica per due anni. È stato il secondo album più venduto del 1999 negli Stati Uniti, secondo solo a Millennium dei Backstreet Boys. Il primo singolo, ...Baby One More Time, è diventato una hit negli Stati Uniti, dove ha debuttato in prima posizione nelle classifiche di vendita. Gli altri singoli estratti dall'album sono sempre entrati nelle prime 20 posizioni delle classifiche statunitensi.

## Promozione
All'inizio del 1998, la Spears tenne il L'Oreal Hair Zone tour, un tour che si teneva presso alcuni centri commerciali, principalmente nelle maggiori città statunitensi. La durata era di circa trenta minuti, ed era accompagnata da due ballerine. La Jive Records disse che questo tour serviva per far conoscere la Spears in vista del suo album di debutto (...Baby One More Time) e prepararla per il suo primo vero tour.
La Spears apparve anche in diversi talk show e tenne delle esibizioni in tutto il mondo per promuovere l'album. Nel dicembre del 1998, apparve per la prima volta nelle classifiche di MTV e di Box. Inoltre apparve, settimane prima dell'uscita dell'album, in programmi come il Ricki Late Show, lo Howie Mandel Show, e come presentatrice di un premio agli American Music Award del 1999.

### Tour
Nell'aprile del 1999, fu annunciato che la Spears sarebbe partita per il suo ...Baby One More Time Tour. Anche se sarebbe stato il suo primo tour, la Spears aveva comunque alle spalle una solida base di esibizioni dal vivo: aveva aperto i concerti della boyband 'N Sync ed era apparsa come guest-star nel telefilm Sabrina, vita da strega.

## Singoli estratti
- ...Baby One More Time è il singolo di debutto della cantante, pubblicato il 30 settembre 1998 e si rivelò un successo planetario raggiungendo la prima posizione in Austria, Australia, Belgio, Canada, Danimarca, Francia, Finlandia, Germania, Irlanda, Italia, Nuova Zelanda, Norvegia, Paesi Bassi, Russia, Spagna, Svezia, Svizzera, Regno Unito e Stati Uniti ed è il singolo di maggiore successo della carriera della cantante, vincendo molti riconoscimenti e premi.
- Sometimes fu estratto come secondo singolo ufficiale ad aprile 1999. Il video musicale fu molto apprezzato dai critici, come il brano che raggiunse la vetta in Belgio (Fiandre), Paesi Bassi e Nuova Zelanda.
- Il terzo singolo estratto dal disco di debutto è (You Drive Me) Crazy il 24 agosto 1999 ed ottenne molto successo nel mondo raggiungendo la vetta in Belgio (Vallonia) e Messico. Il remix del brano (The Stop Remix!) fu incluso nella colonna sonora del film Drive Me Crazy.
- Born to Make You Happy fu estratto come quarto singolo il 6 dicembre 1999 per l'Europa dove ottenne discreto successo raggiungendo la prima posizione in Irlanda e Regno Unito.
- Come quinto ed ultimo singolo fu pubblicato il brano From the Bottom of My Broken Heart il 15 dicembre 1999, esclusivamente per l'Oceania e per gli Stati Uniti dove vinse il disco di platino vendendo molte copie.

## Tracce
1. ...Baby One More Time – 3:30 (Max Martin)
2. (You Drive Me) Crazy – 3:18 (Max Martin, Jörgen Elofsson, Per Magnusson, David Kreuger)
3. Sometimes – 4:04 (Jorgen Elofsson)
4. Soda Pop (con Mikey Bassie) – 3:20 (Eric Foster White, Mikey Bassie)
5. Born to Make You Happy – 4:04 (Kristian Lundin, Andreas Carlsson)
6. From the Bottom of My Broken Heart – 5:11 (Eric Foster White)
7. I Will Be There – 3:53 (Max Martin, Andreas Carlsson)
8. I Will Still Love You (con Don Philip) – 4:02 (Eric Foster White)
9. Deep in My Heart – 3:35 (Andreas Carlsson, Per Magnusson, David Kreuger) – Bonus track internazionale
10. Thinkin' About You – 3:34 (Eric Foster White, Mikey Bassie)
11. E-Mail My Heart – 3:42 (Eric Foster White)
12. The Beat Goes On – 3:43 (Sonny Bono)
13. I'll Never Stop Loving You – 3:41 (Nicholas Brodzsky, Sammy Cahn) – Bonus track giapponese, asiatica e australiana
14. Autumn Goodbye – 3:40 (Eric Foster White) – Bonus track giapponese e australiana
15. ...Baby One More Time (Davidson Ospina Radio Mix) – 3:24 – Bonus track giapponese, asiatica e australiana
16. ...Baby One More Time (Boy Wunder Radio Mix) – 3:27 – Bonus track giapponese e australiana

Note
- Nel novembre 2003, una settimana dopo l'uscita del quarto album In The Zone, sono state pubblicate in tutto il mondo le ristampe dei tre albums precedenti, recanti bollino giallo con la scritta Now With All The Best Bonus Tracks! che negli anni a venire sono sempre state distribuite in questo nuovo formato (anche se senza più il bollino giallo, che dopo un po' venne rimosso). Da allora l'album ...Baby One More Time viene venduto in tutto il mondo con la tracklist completa da 16 tracce.

## Classifiche

### Classifiche settimanali
| Classifica (1999) | Posizione massima |
| ----------------- | ----------------- |
| Australia         | 2                 |
| Austria           | 2                 |
| Belgio (Fiandre)  | 2                 |
| Belgio (Vallonia) | 2                 |
| Canada            | 1                 |
| Finlandia         | 11                |
| Francia           | 4                 |
| Germania          | 1                 |
| Giappone          | 9                 |
| Irlanda           | 6                 |
| Italia            | 1                 |
| Malaysia          | 5                 |
| Norvegia          | 5                 |
| Nuova Zelanda     | 3                 |
| Paesi Bassi       | 3                 |
| Regno Unito       | 2                 |
| Spagna            | 2                 |
| Stati Uniti       | 1                 |
| Svezia            | 10                |
| Svizzera          | 1                 |
| Taiwan            | 1                 |
| Ungheria          | 4                 |

### Classifiche di fine anno
| Classifica (1999) | Posizione |
| ----------------- | --------- |
| Australia         | 7         |
| Austria           | 4         |
| Belgio (Fiandre)  | 3         |
| Belgio (Vallonia) | 4         |
| Francia           | 21        |
| Germania          | 8         |
| Nuova Zelanda     | 15        |
| Paesi Bassi       | 11        |
| Regno Unito       | 14        |
| Svizzera          | 11        |
| Classifica (2000) | Posizione |
| Australia         | 94        |
| Belgio (Fiandre)  | 34        |
| Belgio (Vallonia) | 42        |
| Francia           | 45        |
| Germania          | 61        |
| Paesi Bassi       | 64        |
| Regno Unito       | 36        |
| Stati Uniti       | 17        |
| Svizzera          | 27        |

### Classifiche di fine decennio
| Classifica (1990-99) | Posizione |
| -------------------- | --------- |
| Austria              | 33        |
| Classifica (2000-09) | Posizione |
| Stati Uniti          | 81        |

### Classifiche di tutti i tempi
| Classifica (1963-2015) | Posizione |
| ---------------------- | --------- |
| Stati Uniti            | 41        |

## Formazione
- Britney Spears - voce, cori
- Daniel Boom - ingegneria del suono
- Jimmy Bralower - drum programming
- Larry Busacca - fotografia
- Andreas Carlsson - cori
- Tom Coyne - masterizzazione
- Nikki Gregoroff - cori
- Nana Hedin - cori
- Andy Hess - basso
- Tim Latham - ingegneria del suono, missaggio
- Tomas Lindberg - basso
- Per Magnusson - tastiere, programmazione, produzione
- Max Martin - tastiere, programmazione, cori, produzione, ingegneria del suono, missaggio

- Charles McCrorey - assistente ingegneria del suono
- Andrew McIntyre - chitarra elettrica
- Jackie Murphy - direttore artistico, design
- Dan Petty - chitarra acustica, chitarra elettrica
- Doug Petty - tastiere
- Don Philip - voce
- Albert Sanchez - fotografia
- Aleese Simmons - cori
- Chris Trevett - ingegneria del suono, missaggio
- Eric Foster White - basso, arrangiamenti, chitarra elettrica, tastiere, produzione, ingegneria del suono, drum programming, missaggio